# Verbot des Einzelfallgesetzes
Die Verfassung der Bundesrepublik Deutschland enthält in Art. 19  das Verbot des Einzelfallgesetzes. Dort heißt es in Absatz 1: „Soweit nach diesem Grundgesetz ein Grundrecht durch Gesetz oder auf Grund eines Gesetzes eingeschränkt werden kann, muss das Gesetz allgemein und nicht nur für den Einzelfall gelten.“ Ausnahmen können sich nur aus der Verfassung selbst ergeben, so aus Art. 14 Abs. 3 Satz 2 GG (Enteignungsgesetze) und Art. 15 Satz 1 GG (Vergesellschaftungsgesetze), welche als leges speciales dem Art. 19 GG als lex generalis vorgehen.

## Gesetz im Sinne des Verbot des Einzelfallgesetzes
Der Sinn des Verbot des Einzelfallgesetzes liegt darin, den Missbrauch der Form des Gesetzes für Einzelfallregelungen zu unterbinden. Gegenüber dem Vorgehen beispielsweise per Allgemeinverfügung oder auch Verordnung wären die Möglichkeiten des Rechtsschutzes bei einem parlamentarischen Einzelfallgesetz stark eingeschränkt. Wegen der umfassenden Rechtsbindung der Verwaltung nach Art. 20 Abs. 3 Grundgesetz (GG) und Art. 80 GG ist dies für nicht-formelle, nicht durch das Parlament erlassene, generell-abstrakte Regelungen nicht der Fall. Das Verbot des Einzelfallgesetzes gilt also nur für ein Gesetz im formellen Sinn, das durch das Parlament erlassen wurde.

## Gesetze als Schranken der Grundrechtsausübung
Grundrechte sichern „die Freiheitssphäre des einzelnen vor Eingriffen der öffentlichen Gewalt ...“. Soweit die Verfassung Eingriffe in die Freiheitssphäre zulässt, spricht man von „Schranken“ der Grundrechtsausübung. Eine solche Schranke ist der sogenannte Gesetzesvorbehalt. So findet sich in Art. 8 Abs. 2 GG die Formulierung, dass Versammlungen unter freiem Himmel „durch oder aufgrund eines Gesetzes“ beschränkt werden können.

## Die Beschränkung des Gesetzgebers
Nach dem Wortlaut könnte der Gesetzgeber (die Legislative) solche Beschränkungen grenzenlos vornehmen. Es bedarf zunächst nur einer Regelung in der Form eines Gesetzes. Eine entsprechende Regelung kann für unbestimmt viele Fälle durch eine generell-abstrakte Rechtsnorm, theoretisch aber auch durch Einzelfallgesetz erfolgen. So könnte es für eine Regierung zum Beispiel politisch wünschenswert sein, in einer bestimmten politischen Situation Demonstrationen zu verbieten. Folge für die Freiheitssphäre, die die Versammlungsfreiheit garantieren soll, wäre ein stark eingeschränkter Rechtsschutz gegenüber einem Gesetz im Vergleich zu einem Versammlungsverbot durch Verwaltungsakt (vgl.  § 15 VersammlG). Um Missbrauch zu verhindern, gibt es daher Beschränkungen der Schranken, sogenannte „Schranken-Schranken“. Eine dieser „Schranken-Schranken“ ist im Art. 19 Abs. 1 GG niedergelegt. Hier wird der Gesetzgeber verpflichtet, grundrechtseinschränkende Gesetze so zu formulieren, dass sie „allgemein und nicht nur für den Einzelfall gelten.“
Dies verhindert auf der einen Seite, dass der Gesetzgeber Einzelfälle gesetzlich regelt, was nach der Lehre von der Gewaltenteilung grundsätzlich in den Aufgabenbereich der Verwaltung (der Exekutive) und der Rechtsprechung (der Judikative) fällt. Daneben wird aber auch verhindert, dass das allgemeine Gleichbehandlungsgebot aus Art. 3 Abs. 1 GG beeinträchtigt wird. „Art. 19 I 1 GG enthält letztlich eine Konkretisierung des allgemeinen Gleichheitssatzes; danach ist es dem Gesetzgeber verboten, aus einer Reihe gleichgelagerter Sachverhalte einen Fall herauszugreifen und zum Gegenstand einer Sonderregel zu machen“. Ein Einzelfall darf zwar Anlass einer gesetzlichen Regelung sein, das Gesetz darf aber nicht darauf abzielen, ausschließlich diesen Einzelfall zu regeln. Als Einzelfall versteht das Bundesverfassungsgericht dabei auch eine bestimmte Gruppe konkreter Fälle. Grundrechtseinschränkende Gesetze müssen daher als „abstrakt generelle“ Regelungen formuliert werden.
Eine spezielle gesetzliche Regelung enthält Art. 5 Abs. 2 GG, wonach die Meinungs- und Pressefreiheit nur durch allgemeine Gesetze eingeschränkt werden darf.

## Ein Beispiel aus der Rechtsprechung
Ein Beispiel für die Rechtsprechung des Bundesverfassungsgerichtes zu dieser Thematik. In dem zu Grunde liegenden Fall hatte das Bundesverfassungsgericht unter anderem zu bewerten, ob eine Regelung im Montan-Mitbestimmungssicherungsgesetz mit Art. 19 Abs. 1 GG vereinbar ist. Unter Randnummer 109 f. heißt es:
„Art. 19 Abs. 1 Satz 1 GG verbietet grundrechtseinschränkende Gesetze, die nicht allgemein sind, sondern nur für den Einzelfall gelten. Die Anforderung, daß das Gesetz allgemein zu sein hat, ist dann erfüllt, wenn sich wegen der abstrakten Fassung der gesetzlichen Tatbestände nicht absehen läßt, auf wieviele und welche Fälle das Gesetz Anwendung findet ..., wenn also nicht nur ein einmaliger Eintritt der vorgesehenen Rechtsfolgen möglich ist ... Daß der Gesetzgeber eine Anzahl konkreter Fälle vor Augen hat, die er zum Anlass seiner Regelung nimmt, verleiht dieser nicht den Charakter eines Einzelfallgesetzes, wenn sie nach der Art der in Betracht kommenden Sachverhalte geeignet ist, unbestimmt viele weitere Fälle zu regeln.“
„Nach diesen Grundsätzen ist ... [hier folgt die zu beurteilende gesetzliche Bestimmung] kein Einzelfallgesetz. Es handelt sich vielmehr um ein ‚Anlassgesetz‘ im vorgenannten Sinn. Anlass zu der Regelung gaben dem Gesetzgeber zwar konkrete Fälle, in denen ihm das bevorstehende Ausscheiden bestimmter Konzernobergesellschaften aus der Montan-Mitbestimmung vor Augen stand. Die Regelung ist aber abstrakt formuliert und auf eine im Zeitpunkt ihres Erlasses nicht abschließend bestimmte Zahl von Unternehmen bezogen... Ein verdecktes Einzelfallgesetz könnte deshalb nur dann vorliegen, wenn solche künftigen Anwendungsfälle von vornherein ausgeschlossen wären.“